# The Piper at the Gates of Dawn
Albums de Pink Floyd
A Saucerful of Secrets
(1968)
Singles
1. Flaming/ The Gnome
Sortie : 2 novembre 1967 (USA seulement)

The Piper at the Gates of Dawn est le premier album studio du groupe de rock progressif britannique Pink Floyd. Il est sorti le 5 août 1967 sur le label Columbia Records et a été produit par Norman Smith.
 Le titre de l'album (en français Le joueur de pipeau aux portes de l'aube) est une référence au chapitre 7 du livre Le Vent dans les saules de Kenneth Grahame. Le disque est largement dominé par l'influence de Syd Barrett, dont les compositions évoquent l'espace (Astronomy Domine, Interstellar Overdrive) ou les contes de fées (Matilda Mother, The Gnome).
L'album est enregistré dans le studio no 3 d'Abbey Road, pendant que dans le studio no 2, en face, les Beatles enregistrent leur album Sgt. Pepper's Lonely Hearts Club Band.
En 2007, à l'occasion du quarantième anniversaire de sa sortie, l'album est réédité sous forme d'un coffret deux CD, reprenant l'album en stéréo et en mono, et d'un coffret trois CD en édition limitée avec un troisième CD reprenant des singles de l'époque Barrett et d’autres raretés.

## Historique

### Contexte
En janvier 1967, avant d'enregistrer The Piper at the Gates of Dawn, le groupe produit un simple intitulé Arnold Layne aux studios Sound Techniques à Londres. Le 45 tours, qui sort au mois de mars de la même année, atteint le numéro 20 des british charts. 
De plus, en janvier, le groupe enregistre une version de seize minutes d’Interstellar Overdrive et une improvisation appelée Nick's Boogie, pour le film documentaire Tonite Let's All Make Love in London de Peter Whitehead. Les spectacles du groupe sont essentiellement faits de reprises de titres blues et de compositions instrumentales. Toutefois, ils commencent à introduire des chansons principalement composées par le guitariste et chanteur du groupe, Syd Barrett.
« On nous a imposé Norman Smith, sans discussion possible. Joe Boyd, notre premier producteur a vu l'histoire continuer sans lui. Norman tenait absolument à nous faire sonner comme un classique groupe de rock. C'était un peu comme avec George Martin, une influence très utile. Mais je pense que Joe aurait donné plus de liberté à Syd [Barrett]. Nous avons passé trois mois à l'enregistrer, ce qui était long pour cette époque. Les groupes avaient l'habitude de finir un album en une semaine, avec des musiciens de studio pour jouer les parties difficiles. Du fait que les Beatles prenaient leur temps pour enregistrer Sgt. Pepper's dans le studio voisin, EMI a pensé que c'était la nouvelle façon de faire des disques. Nous avons rencontré les Beatles une fois, quand ils enregistraient Lovely Rita. C'était un peu comme rencontrer la famille royale. »
– Nick Mason, Mojo Magazine, mai 1994
« Norman [Smith] était l'homme parfait pour vendre des disques. Il a très bien compris que Syd [Barrett] pourrait écrire de très bonnes chansons pop. Si nous avions sorti en disque ce que nous jouions sur scène, il ne se serait vendu aucun album. La seule chanson à reproduire l'ambiance des concerts était Interstellar Overdrive. Ils l'ont jouée deux fois, la deuxième a été enregistrée par-dessus la première. Ils ont doublé la piste. Pourquoi ? Eh bien, ça sonne vraiment très bizarre, non ? Cette sonorité puissante et tous ces sons percutants de batterie. »
– Peter Jenner, Mojo Magazine, mai 1994

### Parution et réception
Reçu plutôt positivement par la critique à sa sortie, il sera plus tard reconnu comme l'un des plus grands albums psychédéliques des années 1960. En 1967, Record Mirror et NME lui donnent la note de quatre étoiles sur cinq, le premier précisant que « le son psychédélique du groupe est concrètement né avec cet album, qui expose autant leur talent artistique que leur talent pour enregistrer ». Paul McCartney, alors bassiste des Beatles, ou encore Joe Boyd, ancien producteur de Pink Floyd, émettent également des critiques positives concernant The Piper at the Gates of Dawn. 
On peut aussi citer Rolling Stone qui, en plus de lui attribuer un score de quatre étoiles et demi sur cinq, le place dans ses classements en 2003 et en 2012 à la 347e place de sa liste des 500 plus grands albums de tous les temps.
Il est cité dans l'ouvrage de Robert Dimery Les 1001 albums qu'il faut avoir écoutés dans sa vie ainsi que dans un certain nombre d'autres listes du même genre.

## Liste des titres
| 1. | Astronomy Domine                 | Barrett    | Barrett, Wright                                                 | 4:12 |
| 2. | Lucifer Sam                      | Barrett    | Barrett                                                         | 3:07 |
| 3. | Matilda Mother                   | Barrett    | Barrett, Wright                                                 | 3:08 |
| 4. | Flaming                          | Barrett    | Barrett                                                         | 2:46 |
| 5. | Pow R. Toc H.                    | Pink Floyd | chant instrumental et sans paroles de Barrett, Waters et Wright | 4:26 |
| 6. | Take Up Thy Stethoscope and Walk | Waters     | Waters                                                          | 3:05 |

| 7.  | Interstellar Overdrive | Pink Floyd | Instrumental | 9:41 |
| 8.  | The Gnome              | Barrett    | Barrett      | 2:13 |
| 9.  | Chapter 24             | Barrett    | Barrett      | 3:42 |
| 10. | The Scarecrow          | Barrett    | Barrett      | 2:11 |
| 11. | Bike                   | Barrett    | Barrett      | 3:21 |

## Musiciens
- Syd Barrett : guitare électrique (1–7, 9–11), guitare acoustique (4, 5, 8, 10), chant (1-5, 8-11)
- Roger Waters : basse, flûte à coulisse (4), percussions (4), gong (9), chant (5, 6)
- Richard Wright : orgue Farfisa Combo-Compact (1–7, 9–10), piano (2, 5, 11), celesta (8, 11), vibraphone (8), pianet Hohner (9), violon (11), percussions (4), chant (1, 3, 5)
- Nick Mason : batterie (1–7, 11), percussions (2, 4, 5, 8–11)

## Charts et certification
| Pays        | Durée du classement | Meilleure position | Date              |
| ----------- | ------------------- | ------------------ | ----------------- |
| États-Unis  | 11 semaines         | 131e               | 27 janvier 1968   |
| France      | 1 semaine           | 15e                | 9 décembre 1967   |
| Royaume-Uni | 14 semaines         | 6e                 | 23 septembre 1967 |

| Pays        | Durée du classement | Meilleure position | Date          |
| ----------- | ------------------- | ------------------ | ------------- |
| Pays-Bas    | 8 semaines          | 45e                | 28 avril 2018 |
| Royaume-Uni | 2 semaines          | 44e                | 16 août 1997  |

| Pays                | Durée du classement | Meilleure position | Date              |
| ------------------- | ------------------- | ------------------ | ----------------- |
| Allemagne           | 4 semaines          | 42e                | 11 mars 2022      |
| Belgique (Wallonie) | 8 semaines          | 39e                | 29 septembre 2007 |
| Belgique (Flandre)  | 6 semaines          | 28e                | 6 octobre 2007    |
| Espagne             | 9 semaines          | 70e                | 28 octobre 2007   |
| France              | 14 semaines         | 2e                 | 2 septembre 2007  |
| Italie              | 18 semaines         | 16e                | 6 septembre 2007  |
| Norvège             | 2 semaines          | 10e                | 10 septembre 2007 |
| Royaume-Uni         | 2 semaines          | 22e                | 15 septembre 2007 |
| Suède               | 1 semaine           | 43e                | 13 septembre 2007 |
| Suisse              | 1 semaine           | 87e                | 16 septembre 2007 |

| Pays        | Durée du classement | Meilleure position | Date          |
| ----------- | ------------------- | ------------------ | ------------- |
| Portugal    | 2 semaines          | 14e                | 30 avril 2018 |
| Royaume-Uni | 1 semaine           | 33e                | 3 mai 2018    |

Certification
| Pays        | Certification | Ventes    | Date         |
| ----------- | ------------- | --------- | ------------ |
| Royaume-Uni | Or            | 100 000 + | 12 août 2016 |

### Autres liens
- Traduction des paroles en français
- Fiche complète sur l'album
- Richard Wright's Keyboards, Synthesizers & Electronics Equipments